# Berling (Moselle)
Berling település Franciaországban, Moselle megyében. Lakosainak száma 295 fő (2022. január 1.). Berling Hangviller, Vescheim, Vilsberg és Pfalzweyer községekkel határos.

## Népesség
A település népességének változása:
| Lakosok száma | 215  | 246  | 243  | 285  | 302  | 290  | 270  | 261  | 260  | 295  |
|               | 1968 | 1982 | 1990 | 2006 | 2013 | 2015 | 2017 | 2019 | 2020 | 2022 |